# Rezerwat przyrody Čergovská javorina
Rezerwat przyrody Čergovská javorina (słow. Národná prírodná rezervácia Čergovská javorina) – rezerwat przyrody w Górach Czerchowskich, na Słowacji. Powierzchnia: 10,72 ha.

## Położenie
Rezerwat znajduje się w południowo-wschodniej części Gór Czerchowskich, na terenie katastralnym wsi Terňa w powiecie preszowskim, nieco na zachód od przełęczy Čergov (słow. sedlo Čergov, 917 m n.p.m.). Obejmuje tereny położone na wysokości od 830 do 910 m n.p.m., na zboczu trzeciorzędnego grzbieciku, opadającym ku wschodowi, ku dolince ze źródliskami Suchého Potoku (jeden z cieków źródłowych potoku Ternianka).

## Historia
Rezerwat został powołany w 1982 r.

## Przedmiot ochrony
Przedmiotem ochrony są dobrze zachowane fragmenty buczyny karpackiej i jaworzyny karpackiej o prawie pierwotnym charakterze ze stanowiskami lulecznicy kraińskiej (Scopolia carniolica).